# Клеймонт (Делавер)
Клеймонт (англ. Claymont) — переписна місцевість (CDP) в окрузі Нью-Касл штату Делавер США. Населення — 8253 особи (2010).

## Географія
Клеймонт розташований за координатами 39°48′11″ пн. ш. 75°27′38″ зх. д. / 39.80306° пн. ш. 75.46056° зх. д. (39.803170, -75.460483).  За даними Бюро перепису населення США в 2010 році переписна місцевість мала площу 5,57 км², уся площа — суходіл.

## Демографія
Згідно з переписом 2010 року, у переписній місцевості мешкали 8253 особи в 3360 домогосподарствах у складі 2045 родин. Густота населення становила 1482 особи/км².  Було 3664 помешкання (658/км²).
Расовий склад населення:
| - 64,0 % — білих - 27,0 % — чорних або афроамериканців - 3,8 % — азіатів - 0,3 % — корінних американців - 0,1 % — вихідців з тихоокеанських островів - 2,6 % — осіб інших рас |

До двох чи більше рас належало 2,0 %. Частка іспаномовних становила 7,1 % від усіх жителів.
За віковим діапазоном населення розподілялося таким чином: 23,2 % — особи молодші 18 років, 65,5 % — особи у віці 18—64 років, 11,3 % — особи у віці 65 років та старші. Медіана віку мешканця становила 37,6 року. На 100 осіб жіночої статі у переписній місцевості припадало 95,4 чоловіків;  на 100 жінок у віці від 18 років та старших — 93,4 чоловіків також старших 18 років.
Середній дохід на одне домашнє господарство  становив 63 426 доларів США (медіана — 47 525), а середній дохід на одну сім'ю — 74 771 долар (медіана — 58 401). Медіана доходів становила 42 170 доларів для чоловіків та 37 462 долари для жінок. За межею бідності перебувало 12,1 % осіб, у тому числі 17,7 % дітей у віці до 18 років та 10,3 % осіб у віці 65 років та старших.
Цивільне працевлаштоване населення становило 4205 осіб. Основні галузі зайнятості: освіта, охорона здоров'я та соціальна допомога — 23,1 %, роздрібна торгівля — 15,3 %, мистецтво, розваги та відпочинок — 9,4 %, фінанси, страхування та нерухомість — 8,7 %.